# Clamecy (Aisne)
Clamecy ist eine französische Gemeinde mit 238 Einwohnern (Stand: 1. Januar 2022) im Département Aisne in der Region Hauts-de-France (früher: Picardie). Sie gehört zum Arrondissement Soissons, zum Kanton Fère-en-Tardenois und zum Gemeindeverband Val de l’Aisne. Sie ist Trägerin der Auszeichnung Croix de guerre 1914–1918.

## Geographie
Die sieben Kilometer nördlich von Soissons gelegene Gemeinde grenzt an die Nachbargemeinden Terny-Sorny im Norden, Vuillery im Osten, Braye im Südosten, Crouy im Süden und Leury im Westen.

## Bevölkerungsentwicklung
| Jahr                       | 1962 | 1968 | 1975 | 1982 | 1990 | 1999 | 2006 | 2012 | 2021 |
| Einwohner                  | 178  | 199  | 198  | 198  | 292  | 272  | 237  | 222  | 233  |
| Quellen: Cassini und INSEE |      |      |      |      |      |      |      |      |      |

## Sehenswürdigkeiten

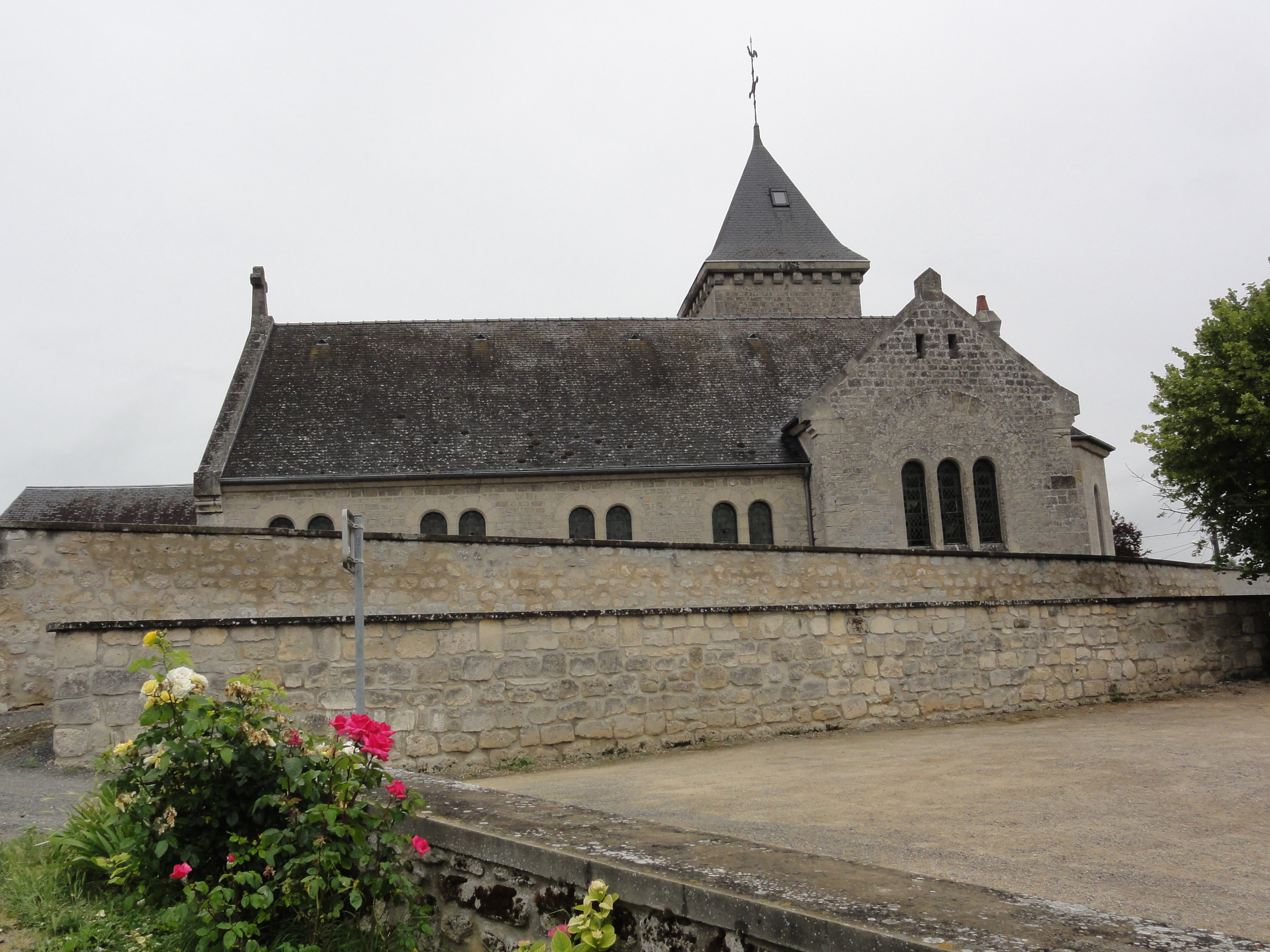
Kirche Saint-Géry
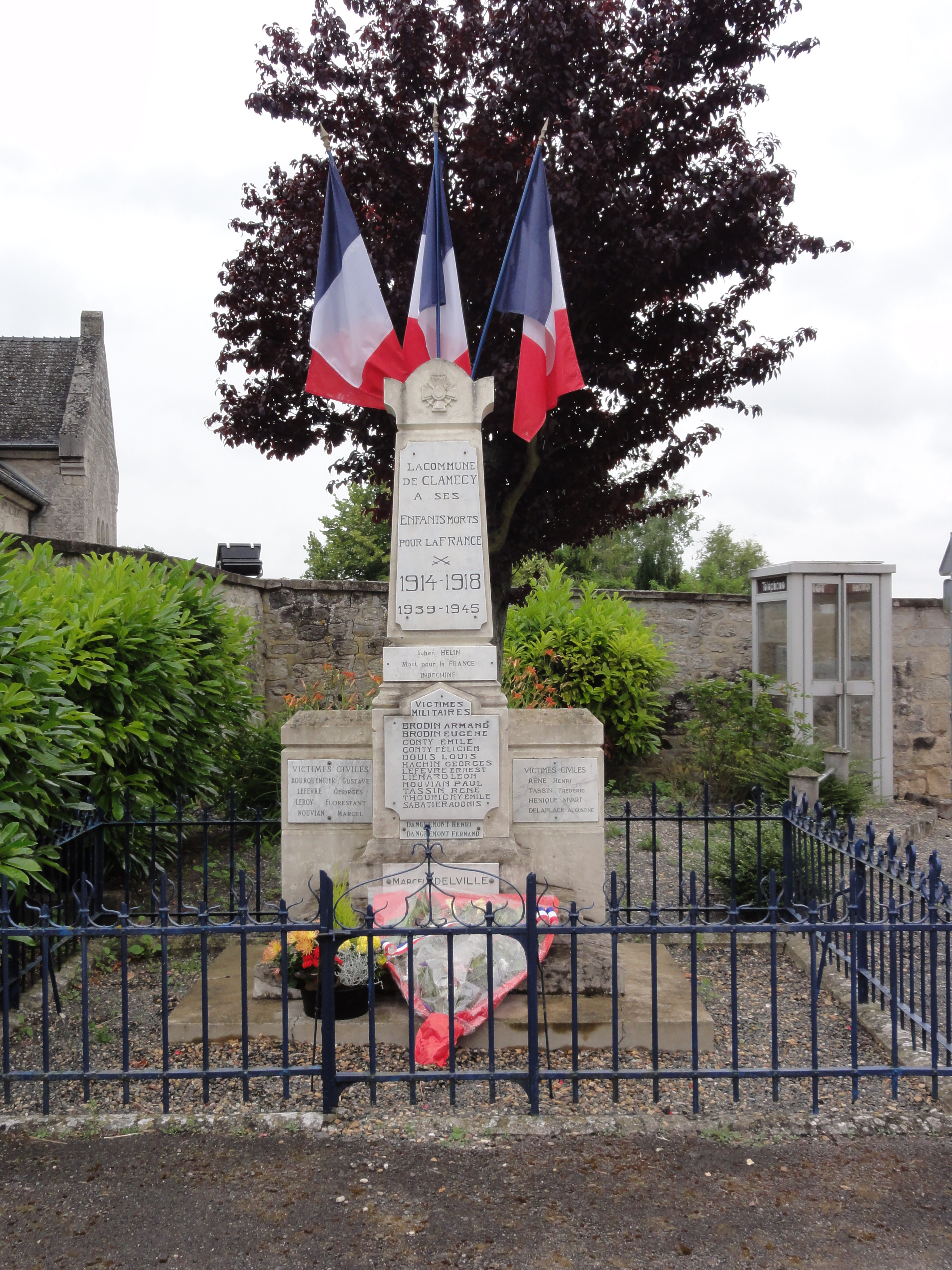
Gefallenendenkmal

- Kirche Saint-Géry
- Gefallenendenkmal